# مملكة ساسكس
كانت مملكة ساكسون الجنوب، والتي يُشار لها حاليًا باسم مملكة ساسكس (بالإنجليزية القديمة: Sūþseaxna rīce)‏، واحدة من الممالك السبع التقليدية في إنجلترا الأنجلوسكسونية. تقع على الساحل الجنوبي لجزيرة بريطانيا العظمى، وكانت في الأساس مستعمرة ساكسونية منذ القرن السادس ثم أصبحت مملكة مستقلة. حكم ملوك ساسكس مملكة ساكسون الجنوب إلى أن ضُمّت لمملكة وسكس، على الأرجح في عام 827، في أعقاب معركة إيلاندن.

## الجغرافيا
تمركزت مملكة ساسكس في البداية على أرض تقع في مملكة ريجنينسيس السابقة وسيفيتاس البريطانية الرومانية وتطابقت حدودها عمومًا بحدود مقاطعة ساسكس اللاحقة. لفترة وجيزة من القرن السابع، سيطرت مملكة ساسكس على جزيرة وايت وإقليم مينوارا[نشر ذاتي؟] في وادي ميون شرق هامبشاير. منذ أواخر القرن الثامن، بدا وكأن ساسكس ضمت مملكة هايستنغاس، بعد أن غزا الملك أوفا المنطقة.
غطت الغابة، التي أخذت اسمها من حصن أندريتوم في بيفنسي الحديثة، جزءًا كبيرًا من أراضي مملكة ساسكس، وعُرفت بغابة أندريد وأطلق عليها شعب ساكسون اسم أندريدسلا أو أندريدسويلد، وتُعرف في يومنا هذا بغابة ويلد. كانت هذه الغابة، وفقًا للوثائق الأنجلوسكسونية، بعرض 120 ميلًا (190 كم) وعمق 30 ميلًا (50 كم) (على الرغم من أنها ربما كانت أقرب إلى 90 ميلُا (140 كم)). تُعد أكبر منطقة متبقية من الغابات والمروج في الأراضي التي أصبحت إنجلترا وكانت مأهولة بالذئاب والخنازير وربما الدببة. كان من الحُمق ألا تُسجَّل بعض مستوطنات المملكة في كتاب ونشيستر. جعلت غابات ويلد الكثيفة من التوسع أمرًا صعبًا ولكنها وفرت بعض الحماية من غزو الممالك المجاورة. بينما جرى التأكيد على عزل ساسكس عن بقية إنجلترا الأنجلوسكسونية، كان لا بد أن تبقى الطرق الرومانية شرايين اتصال هامة عبر غابة ويلد. لم تكن ويلد منطقة الغابات الوحيدة في ساسكس إبان الفترة الساكسونية. على سبيل المثال، توجد شبه جزيرة مانهود في الطرف الغربي من ساسكس، والتي أصبح معظمها خاليًا من الغابات في العصر الحديث، وقد يكون الاسم مشتقًا من المصطلح الإنجليزي القديم، ماين –وودو، بمعنى «غابة الرجال» أو «غابة العامة» ما يشير إلى أنها كانت غابة في يوم من الأيام.
من المرجح أن يبدو الخط الساحلي حاليًا مختلفًا عمّا كان عليه. لم يترسب الكثير من الطمي في سهول النهر حتى الآن وامتدت مصبات الأنهار المدية إلى مناطق داخلية أخرى. تشير التقديرات إلى أن السهل الساحلي ربما كان أوسع ميلًا على الأقل مما هو عليه اليوم. قبل أن يستصلح الناس المستنقعات المدية في القرن الثالث عشر، احتوى السهل الساحلي على مناطق واسعة من مياه البحر على هيئة بحيرات ومستنقعات ملحية وخلجان عريضة وجزر وشبه جزر. باتصال الخط الساحلي بجنوب ساكسون في القرنين الخامس والسادس، قد يكون مشابهًا للخط الساحلي الأصلي بين دول فرايزلاند وساكسونيا السفلى وشليسفيش هولشتاين.